# Іванковці (Росія)
Іва́нковці (рос. Иванковцы) — село у складі Хабаровського району Хабаровського краю, Росія. Входить до складу Побєдинського сільського поселення.

## Населення
Населення — 5 осіб (2010; 6 у 2002).
Національний склад (станом на 2002 рік):
- росіяни — 100 %